# 杜米特鲁·普鲁纳留
杜米特鲁·多林·普鲁纳留（羅馬尼亞語：Dumitru Dorin Prunariu，羅馬尼亞語發音：[duˈmitru doˈrin pruˈnarju] ⓘ，1952年9月27日—），罗马尼亚宇航员、航天工程师。
他于1978年入选国际宇航员计划，1981年和苏联宇航员波波夫乘坐联盟40号到访礼炮6号空间站，成为第一位进入外层空间的罗马尼亚人，以及世界第103位进入外层空间的人类。

## 生平
1952年生于罗马尼亚社会主义共和国布拉索夫。1976年毕业于布加勒斯特理工学院航空航天系航天工程专业。1977年进入罗马尼亚空军服役。1978年入选国际宇航员计划，开始在加加林宇航员培训中心参加航天飞行训练。
1981年5月14日，他和联盟40号飞船的指令长波波夫到访礼炮6号空间站。5月22日乘坐联盟40号成功返回地球。
1990年1月，他被任命为交通部副部长兼罗马尼亚民航计划主任。1998年至2004年，任罗马尼亚航天局局长。1992年后，一直担任罗马尼亚常驻联合国和平利用外层空间委员会代表。2003年授空军少将军衔。2007年退役。
2004年2月至2005年5月，任罗马尼亚驻俄罗斯联邦大使。2010年6月至2012年6月，任联合国和平利用外层空间委员会主席。2010年至2016年，任太空探索者协会欧洲分会主席。2011年9月至2014年9月，任太空探索者协会主席。

## 荣誉
- 罗马尼亚社会主义共和国英雄（1981年5月22日）
- 苏联英雄（1981年5月22日）
- 列宁勋章（1981年5月22日）
- 太空探索優異獎章（2011年4月12日）[5]
- 罗马尼亚科学院荣誉院士（2011年11月15日）
- 小行星10707以其命名（2017年4月13日）
- 太空探索者协会杰出会员（2017年10月）[6]
- 布加勒斯特荣誉市民（2022年）